# Typhochrestus bifurcatus
Typhochrestus bifurcatus là một loài nhện trong họ Linyphiidae.
Loài này thuộc chi Typhochrestus. Typhochrestus bifurcatus được Eugène Simon miêu tả năm 1884.